# Airone (compagnia aerea)

Rara immagine di un G.12 nell'aeroporto Venafiorita di Olbia

Airone - Compagnia Trasporti Aerei S.A. è stata una compagnia aerea italiana. Costituita fin dall'ottobre 1944 a Cagliari, nelle intenzioni dei fondatori avrebbe dovuto essere la risposta all'esigenza di collegamenti veloci tra la Sardegna e l'Italia continentale. Il nome stesso richiamava uno degli animali più tipici delle zone umide dell'isola.

## Storia
I primi due anni e mezzo furono trascorsi per ottenere tutte le varie autorizzazioni e per acquistare il materiale di volo, quattro trimotori Fiat G.12L con capienza interna per 22 passeggeri. Alla fine del 1946 il capitale versato era di 25 milioni di lire.
L'inizio dei collegamenti avvenne il 14 aprile 1947: dall'aeroporto Elmas di Cagliari (all'epoca di esclusiva giurisdizione militare) verso Alghero e poi Roma e la Cagliari-Alghero-Milano/Linate. Pochi giorni dopo veniva raggiunta, da Alghero, anche Torino con frequenza trisettimanale. Successivamente la rete fu ampliata fino ad includere due importanti centri del Mezzogiorno: Napoli e Palermo.
Perquanto subito disponibili alla consegna, i velivoli acquistati non furono una scelta ottimale. Progettato dall'ing. Gabrielli, il trimotore era sì il miglioramento di una versione precedente ma i motori erano davvero datati e creavano continuamente problemi. Nella primavera del 1950 furono installati i più potenti e sicuri Pratt & Whitney R-1830 da 1.215CV, con il propulsore installato direttamente sul quarto G.12L ordinato.
Nonostante i risultati incoraggianti il destino della società sembrava avviarsi all'inevitabile conclusione con l'accorpamento a qualche altra azienda. Non avevano giocato a favore di Airone un potenziale di traffico sovrastimato, nessun collegamento con l'estero, la scelta dei velivoli e la relativa lontananza dai maggiori assi di traffico dell'Italia.
Le difficoltà di varia natura che altre aerolinee italiane del dopoguerra avevano sperimentato portarono così alla creazione di ALI - Flotte Riunite. Si trattò di una società di tipo consortile che fuse assieme ALI, Airone, SISA e Transadriatica. Fu un percorso articolato in tre fasi, tutte nell'anno 1949: il 1º gennaio avvenne l'inizio dell'integrazione di reti, flotte e personale, il 1º marzo ci fu l'inizio della gestione a rete integrata e il 27 agosto la costituzione legale dell'azienda.

## Flotta
Nei due anni di vita operativa Airone utilizzò esclusivamente i trimotori FIAT G.12L, velivolo progettato dal rinomato ing. Gabrielli:
- I-AIRE battezzato "Barbagia"
- I-AIRN battezzato "Gallura"
- I- AIRO battezzato "Logudoro"
- I-SASS (variante LP)